# 老生

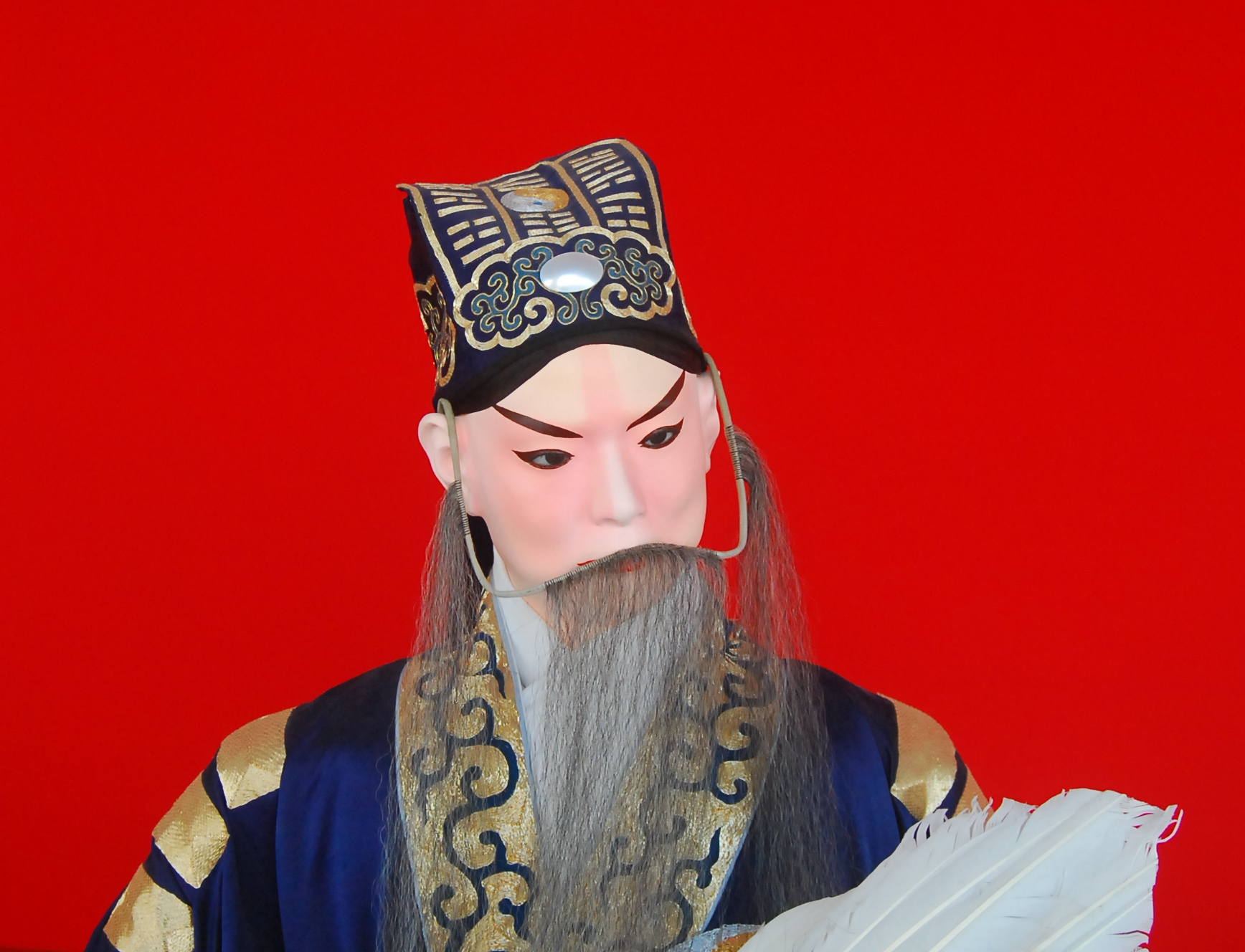
京剧中诸葛亮的扮相

老生，是戏曲中的行当名称，是生的一类，一般指老年男性角色。

## 分類
- 京剧老生

在京剧中，老生又称须生，正生，或胡子生。老生一般分为文武两种。著名京剧老生演员有谭鑫培，马连良等。
- 越剧老生
  - 唱功老生：越剧老生，按照表演特点，可以分为正生、老外两种。正生，唱做并重，戴黑髯，如《红楼梦》中的贾政。老外，以做功为主，戴花髯和白髯，如《梁山伯與祝英台》中的祝公远。著名越剧老生演员有：徐天红、张桂凤、吴小楼、商芳臣等。

- 長靠武生：要身披盔甲、背插背旗、腳著高底朝靴打鬥，需要有比短打武生更高強的武功，重唱功和做功，一般扮演將軍一類的人物。

- 短打武生：以做打為主，一般不重唱，主要扮演武功高強的人物。但武功通常比不上長靠武生。常掛黑鬚。另有一種掛白鬚的叫「公腳」，唱腔蒼勁悲涼，原屬「末」行，現在也併入了武生的行當。